# Soúda (île)
Pour les articles homonymes, voir Souda (homonymie).
L'île de Soúda (grec moderne : Σούδα) est un îlot situé au Nord de l'île grecque de Crète, dans la baie homonyme. Cet îlot accueille les ruines d'une forteresse vénitienne du XVIe siècle, qui protégeait l'accès à la baie.

## Géographie

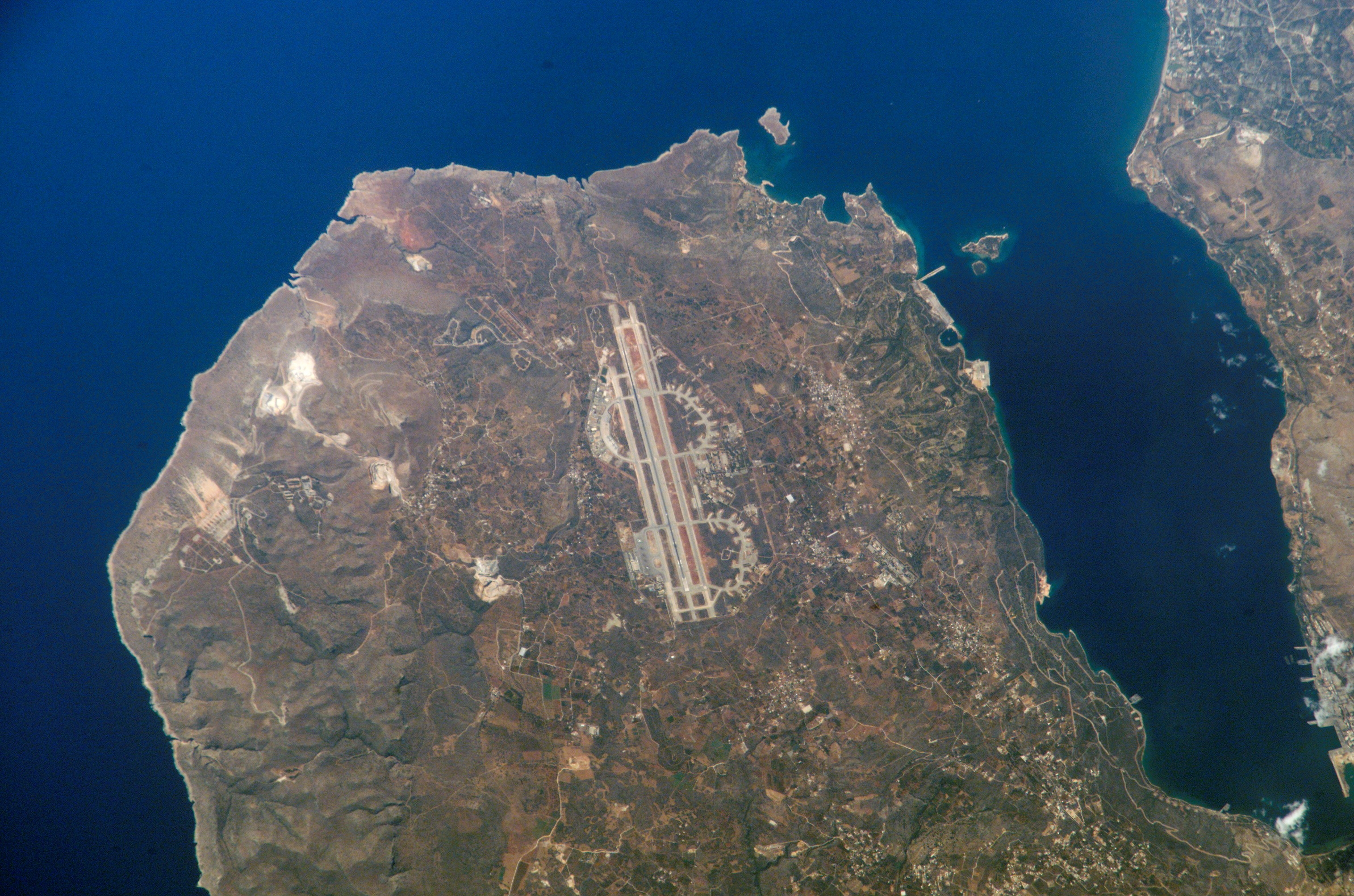
Image satellite de la péninsule d'Akrotíri. Sur la droite, l'île de Soúda.

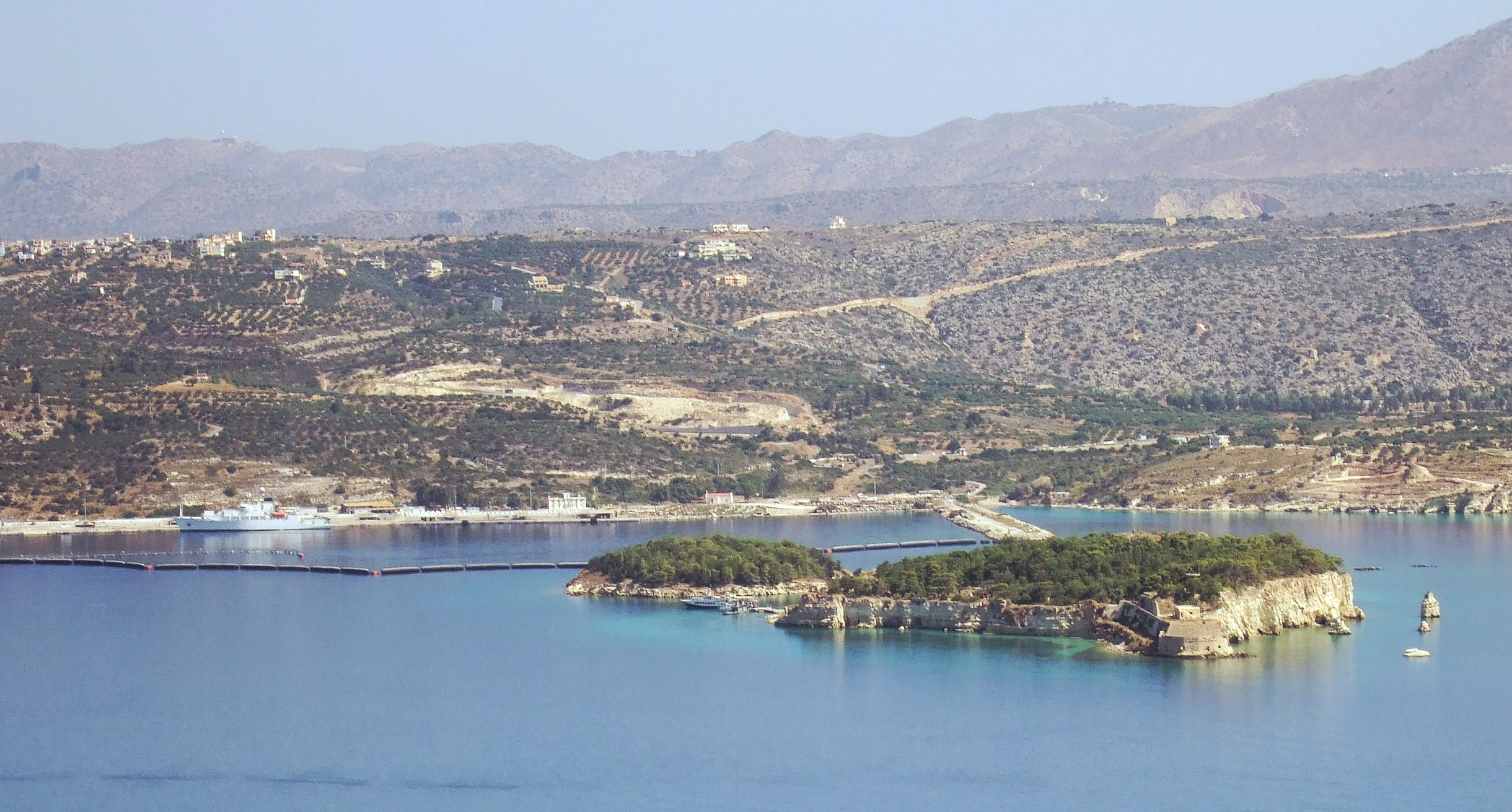
Vue de l'île de Soúda (à droite) et l'île Léon (à gauche) dans la baie de Soúda.

L'île de Souda se trouve à l'embouchure de la baie de Soúda, entre l'île de Crète et la péninsule d'Akrotíri.
À proximité, se trouve l'îlot Léon (grec moderne : Λέων, « lion »), également connu sous le nom de Nisí (« l'île »).

## Toponyme
Le mot pourrait provenir du grec byzantin, « forteresse », « douve », et en latin guida ou summa (« somme ») et sudarium (« suaire ») via le grec tardif soudarion.

## Histoire
L'emplacement de l'îlot, à l'entrée de la baie de Soúda, en fait un lieu local stratégique. Les Vénitiens, alors maîtres de l'île, installent un fort, qui sera remanié en 1571.
Lors de l'occupation de l'île par les troupes ottomanes, à l'occasion de la guerre de Candie (1645-1669), la ville de La Canée est prise le 17 août 1645, deux mois après le débarquement de ces troupes. L'île de Soúda semble résister aux assauts. Elle fait partie avec les forteresses de Gramvoússa et Spinalónga qui restent entre les mains des Vénitiens après la signature du traité de Paix.

## Mythe
Selon la légende, les deux îles de Léon et Souda auraient été créées à la suite d'un concours entre des muses.
Une légende, rapportée par Étienne de Byzance au VIe siècle, indique que les Muses et les sirènes se sont affrontées dans une compétition musicale dans le temple de Muses. Les Muses l'ayant emportée, les Sirènes de tristesses auraient retiré leurs ailes. Ses ailes blanches en tombant dans la baie de Souda auraient formé les différents îlots de la baie, appelée Leukai (du grec "blancs") ou îles blanches,. Nom que l'on retrouve à l'origine de la ville de La Canée (Khania).